# استئصال القوزاق

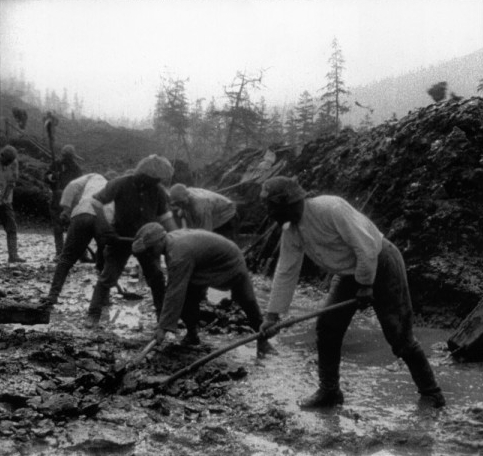
بناء الجسر عبر نهر كوليما من قبل عمال دالستروي (جزء من "طريق العظام" من ماجادان إلى جاكوتسك)

يُشير استئصال القوزاق إلى سياسة القمع البلشفية الممنهج ضد القوزاق في الإمبراطورية الروسية، لا سيّما قوزاق منطقتيّ نهر الدون وكوبان، بين الأعوام 1919 و1933 بهدف القضاء على القوزاق كجماعة متميزة عبر اجتثاث نخبة القوزاق، وإخضاع باقي القوزاق أجمع، والقضاء على تميّزهم. بدأت الحملة في مارس 1919 كردة فعلٍ على موجة تمرد القوزاق المتصاعدة. وفقًا لما ذكره المؤرخ نيكولاس ويرث، أحد مؤلفي كتاب الشيوعية الأسود، قرر القادة السوفييت «التخلّص من سكان منطقة بأكملها وإبادتهم وترحيلهم»، وهي الحملة التي راحوا يُسمّونها «حرب فونديه السوفييتية». وأحيانًا يُطلَق على حملة استئصال القوزاق تسمية إبادة القوزاق الجماعية، رغم أنّ هذا التوجّه محطّ خلاف، إذ يذهب بعض المؤرخين إلى أن هذه التسمية عبارة عن مبالغة. وقد وصف الباحث بيتر هولكويست تلك العملية بأنها جزء من «محاولة وحشية» و«جذرية للقضاء على المجموعات الاجتماعية غير المرغوب فيها»، وهي ما أظهرت «التزام النظام السوفيتي بسياسة الهندسة الاجتماعية». طوال تلك الفترة، خضعت السياسة لتعديلات كثيرة، مما أفضى إلى «تطبيع» القوزاق باعتبارهم جزءًا من المجتمع السوفييتي.

## خلفية
تجدر الإشارة إلى أن القوزاق كانوا مجموعة إثنية وفي الآن ذاته مجموعة من الطبقات الاجتماعية الخاصة في الإمبراطورية الروسية من القرن السادس عشر حتى أوائل القرن العشرين. بسبب تقاليدهم العسكرية، أدّت قوات القوزاق دورًا مشهودًا في حروب روسيا بين القرنين السابع عشر والعشرين، كحرب القرم (1853-1856)، والحروب النابليونية، والعديد من الحروب الروسية التركية، والحرب العالمية الأولى من 1914- 1918. وفي أواخر القرن التاسع عشر وأوائل القرن العشرين، نشر النظام القيصري كتائب القوزاق لتضطلع بمسؤوليات الشرطة وقمع الحركات الثورية، لا سيّما بين الأعوام 1905-1907.
بعد الثورة البلشفية في العام 1917، نشبَ صراعٌ بين النظام الشيوعي البلشفي الجديد في روسيا والعديد من القوزاق. في منطقة نهر الدون، أعلن أتامان قوزاق الدون ألكسي كالدين لقوات ألكسندر كيرينسكي أنه «بصدد تقديم الدعم الكامل، في تحالف وثيق الصِلة بالحكومات الأخرى المسؤولة عن قوات القوزاق». من خلال إقامته علاقات مع مجلس أوكرانيا المركزي ومع قوات قوزاق كوبان، وتريك، وأورينبورغ، سعى كالدين للإطاحة بالنظام السوفييتي في روسيا. في 15 نوفمبر 1917، بدأ الجنرالات كورنيلوف، وألكسيف، ودينيكين في تنظيم صفوف القوات التي أصبحت لاحقًا جيش التطوع في العاصمة الثقافية للقوزاق، نوفوتشركاسك. بعد فرض الأحكام العرفية، تحرّك كالدين في أواخر نوفمبر. في 15 ديسمبر [أو 2 ديسمبر على التقويم القديم] 1917، بعد معركة دامت سبعة أيام، احتلت قوات كالدين مدينة روستوف على نهر الدون. بالرغم من ذلك، في 25 فبراير [أو 12 فبراير في التقويم القديم] 1918 احتلت القوات البلشفية روستوف ونوفوتشركاسك. فرّ مَن تبقّى قوزاق الحركة البيضاء بقيادة أتامان بيوتر خاريتونوفيتش بوبوف إلى سهول سالسك.
بعد غزو الجيش الإمبراطوري الألماني مدينة روستوف في 8 مايو 1918، تشكلت حكومة برئاسة أتامان بيوتر كراسنوف في أوبلاست نهر الدون. في يوليو من 1918، شنت قوات أتامان كراسنوف من قوزاق الحركة البيضاء أول غزو لها لمدينة تساريتسين (فولغوغراد المعاصرة). شنت القوات السوفيتية هجومًا مضادًا وطردت القوزاق الحركة البيضاء بحلول 7 سبتمبر. في 22 سبتمبر، شنت قوات كراسنوف غزوًا ثانيًا لتساريتسين، إنما بحلول 25 أكتوبر، دفعت القوات السوفيتية قوات كراسنوف إلى ما وراء نهر الدون. في 1 يناير 1919، شن كراسنوف غزوًا ثالثًا لتساريتسين. صدّت القوات السوفيتية، الغزو وأجبرت قوات كراسنوف على الانسحاب من تساريتسين في منتصف فبراير 1919.